# Liste der Biografien/Heic
Liste der Biografien |
Portal Biografien |
Personensuche
# |
A |
B |
C |
D |
E |
F |
G |
H |
I |
J |
K |
L |
M |
N |
O |
P |
Q |
R |
S |
T |
U |
V |
W |
X |
Y |
Z |
?
 
Ha |
Hd |
He |
Hi |
Hj |
Hk |
Hl |
Hm |
Hn |
Ho |
Hr |
Hs |
Ht |
Hu |
Hv |
Hw |
Hy
 
Hea |
Heb |
Hec |
Hed |
Hee |
Hef |
Heg |
Heh |
Hei |
Hej |
Hek |
Hel |
Hem |
Hen |
Heo |
Hep |
Heq |
Her |
Hes |
Het |
Heu |
Hev |
Hew |
Hex |
Hey |
Hez
 
Heia |
Heib |
Heic |
Heid |
Heie |
Heif |
Heig |
Heij |
Heik |
Heil |
Heim |
Hein |
Heip |
Heir |
Heis |
Heit |
Heix |
Heiz
Die Liste der Biografien führt alle Personen auf, die in der deutschsprachigen Wikipedia einen Artikel haben. Dieses ist eine Teilliste mit 19 Einträgen von Personen, deren Namen mit den Buchstaben „Heic“ beginnt.

## Heic

### Heich
- Heichel, Henriette (* 1953), niederländische Sängerin bei Dschinghis Khan
- Heichel, Katrin (* 1972), deutsche Malerin
- Heichel, Wolfgang (* 1950), deutscher SängerWolfgang Heichel (* 1950)

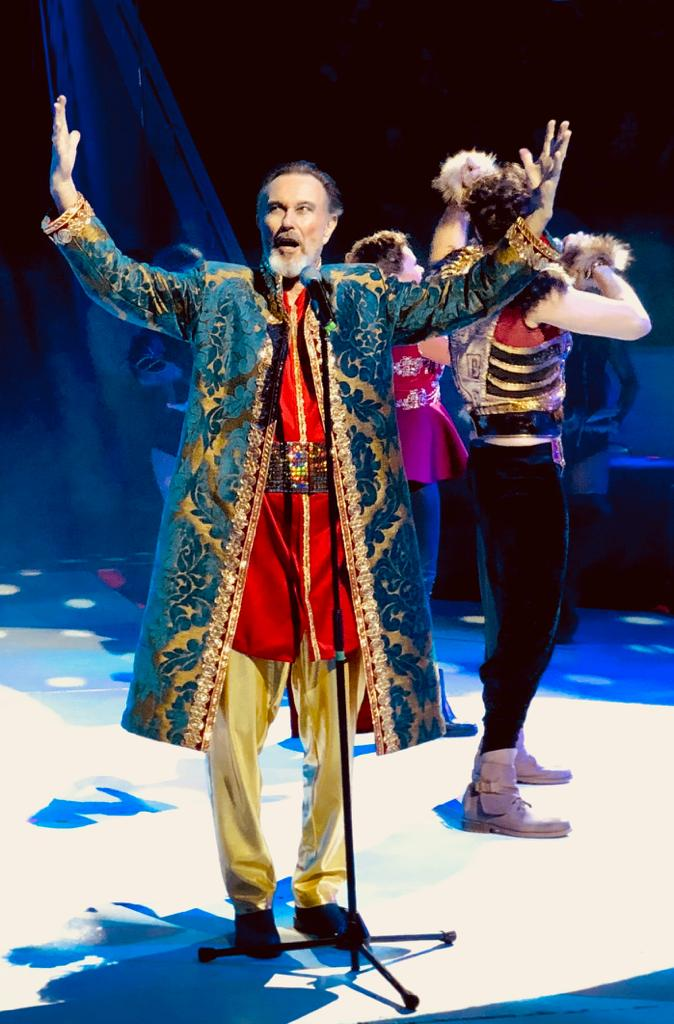
Wolfgang Heichel (* 1950)

- Heichele, Wolfgang (* 1968), deutscher Musikproduzent und Komponist
- Heichelheim, Fritz Moritz (1901–1968), kanadischer Althistoriker deutscher Herkunft
- Heichemer, Karl Heinrich (1836–1893), Priester, Jesuit
- Heichen, Joachim (1910–1965), deutscher Pfarrer und Schriftsteller
- Heichen, Walter (1876–1970), deutscher Schriftsteller
- Heichert, Otto (1868–1946), deutscher Maler
- Heichlinger, Albert (1908–2001), deutscher Architekt

### Heick
- Heick, Annette (* 1971), dänische Moderatorin, Journalistin, Drehbuchautorin, Sängerin und Synchronsprecherin
- Heick, Brigitte (* 1943), deutsche Kostümbildnerin
- Heick, Henriette Betty Elisabeth (1878–1974), deutsche Malerin
- Heick, Heribert (1933–1995), deutscher Orgelbauer
- Heicke, Carl (1862–1938), deutscher Gartenarchitekt, Frankfurter Gartenbaudirektor
- Heicke, Hermann (1842–1921), deutscher Fabrikant und Politiker
- Heicke, Joseph (1811–1861), österreichischer Landschaftsmaler
- Heicking, Wolfram (1927–2023), deutscher Komponist, Musikwissenschaftler und Hochschullehrer
- Heickmann, Ansgar (* 1965), deutscher Kunst- und Antiquitätenhändler sowie Auktionator